# العلاقات اليونانية الإيطالية
العلاقات اليونانية الإيطالية هي العلاقات الثنائية التي تجمع بين اليونان وإيطاليا.

## مقارنة بين البلدين
هذه مقارنة عامة ومرجعية للدولتين:
| وجه المقارنة                                              | اليونان                                                                             | إيطاليا                                                  |
| --------------------------------------------------------- | ----------------------------------------------------------------------------------- | -------------------------------------------------------- |
| المساحة (كم2)                                             | 131.96 ألف                                                                          | 301.34 ألف                                               |
| عدد السكان (نسمة)                                         | 10.76 مليون                                                                         | 60.60 مليون                                              |
| الكثافة السكانية (ن./كم²)                                 | 81.54                                                                               | 201.1                                                    |
| العاصمة                                                   | أثينا، نافبليو                                                                      | روما، فلورنسا، تورينو                                    |
| اللغة الرسمية                                             | لغة يونانية، اليونانية الديموطيقية ‏                                                 | اللغة الإيطالية                                          |
| العملة                                                    | يورو، دراخما، فينيكس يوناني ‏                                                        | يورو، ليرة إيطالية                                       |
| الناتج المحلي الإجمالي (بليون دولار)                      | 200.29 مليار                                                                        | 1.93 تريليون                                             |
| الناتج المحلي الإجمالي (تعادل القوة الشرائية) بليون دولار | 285.45 مليار                                                                        | 2.26 تريليون                                             |
| الناتج المحلي الإجمالي الاسمي للفرد دولار أمريكي          | 18.00 ألف                                                                           | 29.96 ألف                                                |
| الناتج المحلي الإجمالي للفرد دولار أمريكي                 | 26.85 ألف                                                                           | 35.46 ألف                                                |
| مؤشر التنمية البشرية                                      | 0.865                                                                               | 0.873                                                    |
| رمز المكالمات الدولي                                      | +30                                                                                 | +39                                                      |
| رمز الإنترنت                                              | .gr                                                                                 | .it                                                      |
| المنطقة الزمنية                                           | توقيت شرق أوروبا، ت ع م+02:00، ت ع م+03:00، توقيت شرق أوروبا الصيفي ‏، أوروبا/أثينا ‏ | توقيت وسط أوروبا، ت ع م+01:00، ت ع م+02:00، أوروبا/روما ‏ |

## مدن متوأمة
في ما يلي قائمة باتفاقيات التوأمة بين مدن يونانية وإيطالية:
- ترتبط كارذيتسا مع كابانولي باتفاقية توأمة.
- ترتبط Thermi Municipality  [لغات أخرى]‏ مع كوندوفوري باتفاقية توأمة.
- ترتبط كورفو مع فيرونا باتفاقية توأمة.
- ترتبط Kofinas [الإنجليزية]‏ مع مارانو سول بانارو باتفاقية توأمة.
- ترتبط سلانيك مع البندقية باتفاقية توأمة منذ 1984.
- ترتبط آغيي أنارغيري مع ألبيروبيلو باتفاقية توأمة منذ 28 أكتوبر 1996.[16][16]
- ترتبط أمفيبوليس مع سافا باتفاقية توأمة.
- ترتبط رودس مع بيزا باتفاقية توأمة.
- ترتبط آرغوس مع أرديا باتفاقية توأمة.
- ترتبط بروزة مع بيلاجيو باتفاقية توأمة.
- ترتبط كورفو مع فيرونا باتفاقية توأمة.
- ترتبط دوموكوس مع ريوفريدو باتفاقية توأمة.
- ترتبط كالاماتا مع سبيلو باتفاقية توأمة.
- ترتبط إيليو مع كوريليانو دوترانتو باتفاقية توأمة منذ 8 سبتمبر 1999.
- ترتبط Kallikrateia [الإنجليزية]‏ مع قلعة غيران باتفاقية توأمة.
- ترتبط Lakka Souliou [الإنجليزية]‏ مع فيلا كاستيلي باتفاقية توأمة.
- ترتبط كاستوريا مع إنا باتفاقية توأمة منذ 1992.
- ترتبط زاكينثوس مع بافيا باتفاقية توأمة.
- ترتبط كامينا فورلا مع أبانو تيرمي باتفاقية توأمة.
- ترتبط تيرنافوس مع أمبيرتيدي باتفاقية توأمة.
- ترتبط Amarusio Municipality  [لغات أخرى]‏ مع فاينزا باتفاقية توأمة منذ 1 فبراير 2008.[17][17]
- ترتبط Dirfys [الإنجليزية]‏ مع ألاتري باتفاقية توأمة.
- ترتبط كاليثيا مع فيرارا باتفاقية توأمة.
- ترتبط باتراس مع أنكونا باتفاقية توأمة منذ 10 سبتمبر 2013.[18][18][18][18]
- ترتبط ميغارا مع أوغوستا باتفاقية توأمة.
- ترتبط أرغوستولي مع أكوي تيرمي باتفاقية توأمة.
- ترتبط يانيتسا مع كروتوني باتفاقية توأمة منذ 16 نوفمبر 2003.[19]
- ترتبط آغيوس ديمتريوس مع بوتسوولي باتفاقية توأمة.
- ترتبط خيوس مع باسانو رومانو باتفاقية توأمة.
- ترتبط أرغيروبولي مع مونكالييري باتفاقية توأمة.
- ترتبط أيغاليو مع ريدجو كالابريا باتفاقية توأمة.
- ترتبط سابيس مع غالاتينا باتفاقية توأمة.
- ترتبط فونيتسا مع فيدجانو باتفاقية توأمة.
- ترتبط أثينا مع جنوة باتفاقية توأمة منذ 18 سبتمبر 1991.
- ترتبط إيثاكا مع سانتا مارينيلا باتفاقية توأمة.
- ترتبط ريثيمنو مع كاستينازو باتفاقية توأمة.
- ترتبط بيفكي مع Cori, Lazio [الإنجليزية]‏ باتفاقية توأمة.[20]
- ترتبط إلفسينا مع جيلا باتفاقية توأمة.
- ترتبط نافباكتوس مع مارينو (بلدة) باتفاقية توأمة.
- ترتبط كورنث مع سرقوسة باتفاقية توأمة.
- ترتبط خيوس مع جنوة باتفاقية توأمة منذ 6 نوفمبر 1990.
- ترتبط زاكينثوس مع Ripatransone [الإنجليزية]‏ باتفاقية توأمة.
- ترتبط أسبرطة مع تارانتو باتفاقية توأمة.
- ترتبط ماراثوناس مع سانتا ماريا كابوا فيتيري باتفاقية توأمة.
- ترتبط لمياء مع كيودجا باتفاقية توأمة.
- ترتبط آليموس مع كوندوفوري باتفاقية توأمة.[21]
- ترتبط لوتراكي مع أرينزانو باتفاقية توأمة.

## منظمات دولية مشتركة
يشترك البلدان في عضوية مجموعة من المنظمات الدولية، منها:
| علم المنظمة | اسم المنظمة                               | تاريخ انضمام اليونان | تاريخ انضمام إيطاليا |
| ----------- | ----------------------------------------- | -------------------- | -------------------- |
|             | مجلس أوروبا                               | 9 أغسطس 1949         | 5 مايو 1949          |
|             | منظمة التعاون الاقتصادي والتنمية          | 30 سبتمبر 1961       | 29 مارس 1962         |
|             | منظمة التجارة العالمية                    | 1995                 | 1995                 |
|             | المنظمة الأوروبية لسلامة الملاحة الجوية   | 1988                 | 1996                 |
|             | الاتحاد البريدي العالمي                   | ?                    | ?                    |
|             | الاتحاد الأوروبي                          | 1981                 | 25 مارس 1957         |
|             | الوكالة الدولية للطاقة                    | ?                    | ?                    |
|             | حلف شمال الأطلسي                          | 18 فبراير 1952       | 4 أبريل 1949         |
|             | مجموعة الموردين النوويين                  | ?                    | ?                    |
|             | يونسكو                                    | 4 نوفمبر 1946        | ?                    |
|             | اتفاقية السماوات المفتوحة                 | ?                    | ?                    |
|             | مؤسسة التمويل الدولية                     | 26 سبتمبر 1957       | 27 ديسمبر 1956       |
|             | المركز الدولي لتسوية المنازعات الاستشارية | 21 مايو 1969         | 28 أبريل 1971        |
|             | الفريق المعني برصد الأرض                  | ?                    | ?                    |
|             | منظمة حظر الأسلحة الكيميائية              | ?                    | ?                    |
|             | مؤسسة التنمية الدولية                     | 9 يناير 1962         | 24 سبتمبر 1960       |
|             | مجموعة أستراليا                           | 1985                 | 1985                 |
|             | منظمة الأمن والتعاون في أوروبا            | 25 يونيو 1973        | 25 يونيو 1973        |
|             | نظام تحكم تكنولوجيا القذائف               | 1992                 | 1987                 |
|             | وكالة ضمان الاستثمار متعدد الأطراف        | 30 أغسطس 1993        | 29 أبريل 1988        |
|             | الاتحاد الدولي للاتصالات                  | 1866                 | 1866                 |
|             | منظمة الشرطة الجنائية الدولية             | ?                    | ?                    |
|             | الأمم المتحدة                             | 25 أكتوبر 1945       | 14 ديسمبر 1955       |
|             | البنك الدولي للإنشاء والتعمير             | 27 ديسمبر 1945       | 27 مارس 1947         |
|             | وكالة الفضاء الأوروبية                    | 9 مارس 2005          | ?                    |
|             | المنظمة الهيدروغرافية الدولية             | ?                    | ?                    |
|             | اتحاد المدفوعات الأوروبي ‏                 | ?                    | ?                    |

## أعلام
هذه قائمة لبعض الشخصيات التي تربطها علاقات بالبلدين:
- أندرونيكوس الرابع باليولوج (2 أبريل 1348 – 28 يونيو 1385)
- نيللي مظلوم (ممثلة مصرية، 9 يونيو 1929 – 21 فبراير 2003)

## وصلات خارجية
- موقع وزارة الخارجية اليونانية
- موقع وزارة الخارجية الإيطالية